# God of War III
God of War III är ett actionäventyrspel utvecklat av Santa Monica Studio och utgivet av Sony Computer Entertainment.  Det släpptes i Europa den 19 mars 2010 och är det femte spelet i God of War-spelserien, och den sjunde i kronologiskt vis. Det utspelar sig i det antika Grekland, löst baserad på den grekiska mytologin, med hämnd som dess centrala motiv. Spelaren styr huvudpersonen och tidigare krigsguden Kratos, efter hans svek i händerna på sin far Zeus, de olympiska gudarnas konung. Kratos omstartar Titanomachia och bestiger Olympen tills han blir av övergiven av titanen Gaia. Han får vägledning av Athenas ande och kämpar mot monster, gudar och titaner i hans letande efter Pandora, vilken han behöver för att öppna Pandoras ask, besegra Zeus och avsluta de olympiska gudarnas styre.
Spelet liknar de föregående spelen, med fokus på combo-baserade strider med spelarens främsta vapen - the Blades of Exile - och sekundära vapen som förvärvats under spelets gång. Spelet har quick-time events, där spelaren agerar i en tidssekvens för att besegra starka fiender och bossar. Spelaren kan använda upp till fyra magiska attacker och en effekthöjande förmåga som ett stridsalternativ, och spelet har även pussel- och plattformselement. Jämfört med de tidigare spelen erbjuder God of War III ett omarbetat magisystem, flera fiender, nya kameravinklar och nedladdningsbart innehåll.
God of War III blev kritikerrosat efter dess lansering, med en recensent från IGN som konstaterade att det omdefinierar ordet "skala" i datorspel. Spelet fick flera utmärkelser, bland annat för "Most Anticipated Game of 2010" och "Best PS3 Game" på Spike Video Game Awards och "Artistic Achievement"-priset på British Academy of Film and Television Arts (BAFTA) Video Game Awards 2011. Det är det bäst säljande spelet i God of War-serien och såldes i nästan 5,2 miljoner exemplar över hela världen i juni 2012 och ingick i God of War Saga som släpptes till Playstation 3 den 28 augusti 2012. I firandet av God of War-seriens tioårsdag släpptes en remasterutgåva av God of War III, med titeln God of War III Remastered, till Playstation 4 den 15 juli år 2015.

## Gameplay
Det finns fyra svårighetsgrader i spelet, Spartan (lätt), God (medel), Titan (svårt) och Chaos (väldigt svårt). För att spela på svårighetsgraden Chaos så måste man först klara av spelet på någon av de övriga svårighetsgraderna. Kratos kan länka samman attacker för att skapa kombinationer som orsakar massiv skada på fienden. Hans huvudvapen är hans två svärd som sitter fästa på hans armar med långa kedjor. Med dessa vapen kan han göra både kort- och långdistansattacker för att slå, svinga och även spetsa sina fiender. Ibland, beroende på situationen, måste särskilda knappkombinationer tryckas för att hejda, överraska eller besegra en särskild fiende. Dessa situationsstyrda attacker utförs när en fiende har tagit en viss mängd skada. Sammanhangskänsliga handlingar kan även påträffa när vissa föremål eller portar behöver öppnas respektive interageras med. Kratos kan i detta spel rida på flygande harpyor som kan föra honom över avgrunder, samt greppa tag i infanterisoldater för att antingen mörbulta, slita itu dem eller använda dem som murbräckor mot fienderna. 
Det finns tre olika sorters av glober: gröna, blåa och röda – vart och ett har sitt användningsområde. Dessa glober kan spelaren samla på sig genom att besegra fiender, förstöra föremål eller genom att öppna kistor som finns utspridda runt Olympen. Gröna glober fyller på Kratos hälsomätare, blåa fyller på hans magimätare och de röda använder spelaren för att uppgradera vapen och magiska förmågor. 
Med tiden får Kratos nya mäktiga vapen burna av Olympens gudar som kan uppgraderas med de röda globerna som spelaren har samlat in, spelaren låser också upp nya manövrer som gör ännu större skada på en eller flera fiender. Vapnen har också magiska förmågor. Spelaren kan när som helst byta vapen, även under strid.
En glittrande ljusglimt från himlen indikerar att spelaren har möjligheten att spara sina framsteg. Kratos kan samla in specialföremål som kan förbättra hans kraft och förmåga. Om man samlar in tre Gorgonögon så höjs Kratos hälsomätare, tre Fenixfjädrar höjer Kratos magimätare och tre Minotaurhorn höjer Kratos mätaren på pilar till pilbågen spelaren får under spelets gång (denna mätare fyller på sig själv automatiskt efter att spelaren använt pilbågen).

## Handling
Spelets handling följer det tidigare spelet. Kratos tar med Gaia och titanernas hjälp hämnd på Olympens gudar, och klättrar upp på berget Olympen.
Gudarna Zeus, Hades, Poseidon, Helios och Hermes förbereder en motattack mot titanerna, och under striden dödas Poseidon av Kratos och Gaia. Poseidons död gör att världshaven svämmar över allt land. Kratos och Gaia försöker utmana Zeus, men han tar med sin enorma kraft ner dem från Olympen. Gaia lyckas rädda sig själv, men inte Kratos som faller ner till underjorden. Där konfronterar Kratos Athena som gengångare. Hon ger Kratos ett nytt vapen, Blades of Exile i gengäld mot hans löfte att ta död på Zeus. Efter flera strider finner Kratos underjordens tre domare (gjorda av sten) och The Chain of Balance som upprätthåller balansen mellan Underjorden, Jorden och Olympen. Efter ett samtal med barnet Pandoras fylgia återfår Kratos sitt gamla vapen, Blade of Olympus.
Kratos möter sedan smedguden Hefaistos, och besegrar senare Hades. Hades död släpper lös alla underjordens själar, och kaos börjar sprida sig över berget. Efteråt lämnar han underjorden och kommer till staden Olympia, där han stöter på den sårade Gaia. Gaia ber Kratos om hjälp, men han struntar i det och hugger av hennes arm vilket får henne falla ner från berget.
Kratos fortsätter sin bestigning av berget och besegrar många olika fiender, inklusive Titanen Perses och guden Helios, vilket får solen att fördunklas. Kratos får kännedom att Pandoras ask kan vara lösningen till att få sin hämnd på Zeus. Kratos besegrar gudarnas budbärare Hermes, vars död släpper lös en stor epidemi över hela världen. Kratos konfronterar sedan sin egen halvbror Hercules, och efter en häftig tvekamp mellan de två blir Hercules dödad. Kratos reser till olika platser för att hitta nyckeln till att öppna Pandoras ask. Så småningom upptäcker Kratos att endast Pandora är nyckeln till att släcka en dödlig flamma som omgiver asken. I Tartaros döda land besegrar Kratos den mäktige titanen Kronos. Han återvänder sedan till Hefaistos och när han får ett nytt vapen av honom så utmanar Hefaistos honom till strid. Kratos tar död på honom och beger sig till Olympens trädgårdar (där han mördar gudinnan Hera, vars död får alla växter i världen att dö) och sedan till en labyrint.
Han kämpar sig igenom labyrinten och räddar till slut Pandora som låg fängslad där. Han river ned underjordens tre domare och bryter av Balansens kedja, så att Kratos kan lyfta upp labyrinten. Zeus går till aktion. Efter en kort strid uppoffrar Pandora sig själv (trots att Kratos motsätter sig det) och släcker lågan. Kratos öppnar till slut Pandoras ask och upptäcker att den är tom. Han strider med Zeus på nytt. Gaia återvänder plötsligt och försöker att krossa duon, men båda flyr genom ett vidöppet sår i hennes hals. Kratos övermannar så småningom Zeus och dödar Gaia genom att klyva hennes hjärta med Olympens klinga. Zeus ande tar form och attackerar Kratos, som räddas av Pandora under en mental färd i hans eget psyke. Kratos återvänder sedan från sitt psyke och besegrar slutligen Zeus genom att slå honom till döds. 
Athena kommer tillbaka och kräver att Kratos ska lämna sin kraft som han tydligen tagit från Pandoras ask, som hon vill använda för att bygga upp den rasande världen. Han svarade att asken var tom, vilket Athena inte blir övertygad om. Athena förklarar för honom att när Zeus förseglade världens alla orättvisor (girigheten, fruktan och hatet) i asken, fruktade hon vad som skulle hända om det skulle öppnas på nytt. Hon placerade då sin egen kraft, hopp, i asken. Vid denna stund inser Athena att när Kratos öppnade asken för första gången för att besegra Ares, försvann de onda krafterna från asken och förpestade de grekiska gudarna. Kratos blev inte förpestad för han fick då hoppets kraft. Athena begär tillbaka sin kraft, men Kratos vägrar och spetsar sig själv med Blade of Olympus, som släpper lös hoppets kraft för hela den återstående mänskligheten. Athena blir vredgad och drar ut svärdet ur Kratos. Kratos kollapsar, och med sina sista krafter krälar han till en klippa och faller ner till hans slutgiltiga öde.

## Rollista
| TC Carson        | – Kratos, spelets huvudperson och förut en krigsgud. Han blev förrådd av gudarna och svär att hämnas på dem.      |
| Corey Burton     | – Zeus, gudarnas och Olympens konung och Kratos främsta rival.                                                    |
| Erin Torpey      | – Athena, Vishetens gud och Kratos främste allierade och mentor.                                                  |
| Susan Blakeslee  | – Gaia, moder Jord och som hjälper Kratos i kampen mot Zeus och Olympen.                                          |
| Natalie Lander   | – Pandora, ett konstgjort barn skapad av Hefaistos. Hon är Kratos enda chans att störta Olympen och besegra Zeus. |
| Gideon Emery     | – Poseidon, Havets gud.                                                                                           |
| Clancy Brown     | – Hades, Underjordens härskare.                                                                                   |
| Greg Ellis       | – Hermes, gudarnas budbärare.                                                                                     |
| Crispin Freeman  | – Helios, Solens gud.                                                                                             |
| April Stewart    | – Afrodite, Kärlekens och Skönhetens gudinna samt Hefaistos maka.                                                 |
| George Ball      | – Kronos, en mäktig titan och far till Zeus, Hades och Poseidon.                                                  |
| Rip Torn         | – Hefaistos, smedgud och en mäktig magiker.                                                                       |
| Kevin Sorbo      | – Hercules, son till Zeus och Hera och även halvbror till Kratos.                                                 |
| Adrienne Barbeau | – Hera, Zeus maka och äktenskapets och barnafödandets beskyddarinna                                               |
| Malcolm McDowell | – Daidalos, en uppfinnare och magiker som anställdes av Zeus för att bygga en labyrint i berget.                  |
| Mark Moseley     | – Minos, en av Underjordens tre domare.                                                                           |
| Simon Templeman  | – Perithous, en fånge i Underjorden och som är förälskad i Persefone.                                             |
| Gwendoline Yeo   | – Lysandra, Kratos' hustru.                                                                                       |
| Debi Derryberry  | – Calliope, Kratos' dotter.                                                                                       |
| Elijah Wood      | – Deimos, Kratos' bror.                                                                                           |

## Vapen
- Blades of Athena

Dessa är Kratos första vapen i början av spelet. Dessa vapen kan också skapa en sorts virvelstorm, som skadar omgivande fiender.
- Blades of Exile

Dessa vapen får Kratos av gudinnan Athena, då Blades of Athena gick sönder under en färd i floden Styx. Dessa vapen kan framkalla en falang spartanska soldater, som skyddar Kratos och skadar fiender med spjut och pilar. 
- Claws of Hades

Två trubbiga vassa krokar som Kratos får efter att ha besegrat Hades. Dessa vapen kan uppbåda döda själar.
- Nemean Cestus

Två väldiga cestus, "stridshandskar", utformade som ett lejonhuvud. Det är ett mycket kraftfullt vapen som kan bryta igen magiska sköldar och blockeringar, som andra vapen inte kan göra. Dessa får Kratos av Hercules efter att ha besegrat denne. 
- Nemesis whip

Två elektriska klor som Kratos får av smedguden Hefaistos.  Dessa alstrar kraftiga elektriska stötar som skadar fiender. 
- Bow of Apollo

En pilbåge som skjuter ett oändligt antal brinnande pilar. Med detta vapen kan man antända både fiender och vegetation. 
- Head of Helios

Solguden Helios kranium som Kratos sliter ur från denne. Detta föremål används som en "lykta" för att lysa upp mörka områden och bländar fiender. Den kan också avslöja hemliga dörrar och gömda skatter.

## Mottagande
| Mottagande | Mottagande    |
| Samlingsbetyg | Samlingsbetyg |
| Tjänst | Betyg         |
| --- | ------------- |
| Gamerankings | 92.07%        |
| GameStats | 9.4/10        |
| Metacritic | 92/100        |
| Recensionsbetyg |               |
| Publikation | Betyg         |
| 1UP.com | A             |
| Eurogamer | 9/10          |
| Game Informer | 10/10         |
| Gamepro | 4.5/5         |
| Gamespot | 9.0/10        |
| Gametrailers | 9.2/10        |
| IGN | 9.3/10        |
| Official PlayStation Magazine (US) | 5/5           |
| Official PlayStation Magazine (UK) | 9/10          |
| Official PlayStation Magazine (Australien) | 10/10         |
| PSM3 | 20/20         |
| Videogamer.com | 10/10         |
| X-Play | 5/5           |
| Gamereactor | 9/10          |
| \| Utmärkelser \| Utmärkelser \| \| ----------------------------------------------------- \| ----------- \| \| Mest Efterlängtade Spel 2010, Spike Video Game Awards \| \| \| GameTrailers Diamond Award, GameTrailers \| \| \| Årets Spel, PS3 Attitude \| \| \| Bästa Action/Äventyrsspel, GameTrailers \| \| \| Bästa Actionspelet, GameSpy \| \| \| Bästa PS3-spelet, Game Revolution \| \| \| Bästa Spel Till PS3, Shacknews \| \| |               |
| Utmärkelser |               |
| Mest Efterlängtade Spel 2010, Spike Video Game Awards |               |
| GameTrailers Diamond Award, GameTrailers |               |
| Årets Spel, PS3 Attitude |               |
| Bästa Action/Äventyrsspel, GameTrailers |               |
| Bästa Actionspelet, GameSpy |               |
| Bästa PS3-spelet, Game Revolution |               |
| Bästa Spel Till PS3, Shacknews |               |

Spelet har fått många utmärkta recensioner, och mottagit flera priser som bland annat Bästa PS3-spelet, Bästa Grafik och Bästa Actionspelet.